# Odontria glabrata
Odontria glabrata är en skalbaggsart som beskrevs av Thomas Broun 1893. Odontria glabrata ingår i släktet Odontria och familjen Melolonthidae. Inga underarter finns listade i Catalogue of Life.